# Régészeti kultúrák Magyarországon
A mai Magyarország területéről írásos emlékeink csak a római kortól vannak. A különböző régészeti kultúrák azonban már a középső őskőkorszaktól (középső paleolitikumtól) kezdve kimutathatók (az alsó paleolitikumbeli vértesszőlősi telep úgy tűnik, az akkori mediterrán éghajlatnak köszönhető). A jelenlegi, mintegy százezer éve tartó jégkorszak (aminek az elmúlt 10 évezredben, éppen egy interglaciális, azaz két eljegesedés közötti szakaszát éljük meg) első felében a neandervölgyi emberek (homo neanderthalis) kultúrái mutathatók ki. Érdekesség, hogy hazánk területére esik olyan lelőhely is, a Bükk hegységbeli Szeleta-barlang, ahol kézzelfoghatóan kimutatható a neandervölgyiek és a homo sapiens közötti váltás. A magyarországi mezolitikus kultúrák leletei azt támasztják alá, hogy a homo sapiens a jelenlegi interglaciális beköszöntével sem tűnt el hazánk területéről és bizonyos helyeken (Jászság, Dunakanyar, Balaton vidéke) folyamatosan fennmaradt a földművelést, állattenyésztést és az agyagedény-készítés (fazekasság) tudományát magukkal hozó újkőkorszaki (neolitikus) telepesek megjelenéséig. Ezt követően pedig egyrészt éppen innét indul ki a földművelés és állattenyésztés továbbterjedése Nyugat- és Kelet-Európa felé, másrészt többször is itt találkoztak a Balkán (vagy éppen Anatólia)felől északra, a kelet-európai sztyeppövezet felől nyugatra és a Nyugat-Európa felől keletre terjedő hatások. A Magyarország területén feltárt régészeti kultúrákról "A magyar régészet az ezredfordulón" című mű kronológiai táblái adnak áttekintést.

## Paleolitikum
- Alsó paleolitikum
  - Vértesszőlős Őstelep
- Középső paleolitikum (neandervölgyiek) [2]
  - Charentien-kultúra, kb. 90 000-40 000 évvel ezelőtt, lelőhelyek: Érd (Fundoklia-völgy), Tata.
  - Jankovich kultúra, elterjedése: Pilis-Vértes-Gerecse (névadó: Jankovich-barlang) hegységek, Ipoly-mente.
  - Moustieri kultúra, lelőhely: Suba-lyuk.
  - Bábonyi kultúra, névadó lelőhely: Sajóbábony.
  - Szeleta-kultúra korai fázis, névadó lelőhely: Szeleta-barlang.
- Felső paleolitikum
  - Szeleta-kultúra késői fázis, névadó lelőhely: Szeleta-barlang.
  - Aurignaci kultúra [3] Istállós-kői-barlang (paleolitikum) é. sz. 48° 04′ 19″, k. h. 20° 25′ 08″48.071853°N 20.418906°E 40 000 - 31 000 éve.
  - Gravetti kultúra [4] – a név eredete a kovakőből készült nyílhegyekről.
    - 1. települési hullám: 28 000 - 26 000 éve a Bécsi medencétől a Hernád és Bodrog völgyéig.
    - 2. települési hullám: 20 000 - 18 000 éve, alapanyagként folyami hordalékkavicsot használtak.
    - 3. települési hullám: 16 000 - 15 000 éve, Gerecse, Pilis, Vértes hegységek, Duna-kanyar (Pilsmarót, Dömös). Dömösi rúdsátor.

  - Lovasi őskőkori festékbánya
  - Sümeg mogyorósdombi kovakőbánya

## Mezolitikum
- - Dunai-tardenoisi kultúra
  - Jászberényi és jászteleki fázisok radiokarbon keltezés: 8030 éve [5]
  - Levélhegyes kultúra

## Neolitikum
- Korai neolitikum
  - Körös-kultúra
  - Starčevo kultúra
- Középső neolitikum
  - (Dunántúli) Vonaldíszes kerámia kultúrája (DVK)
  - Alföldi Vonaldíszes kultúra
  - DVK továbbfejődése
    - Kottafejes kultúra (középső neolitikum)
    - Zselízi kultúra (középső neolitikum)

  - Bükki kultúra (középső neolitikum)
  - Korai bánáti-(Vinča)kultúra[megj 1] [6] [7] (középső neolitikum)
- Késő neolitikum
  - Lengyeli kultúra I-II. fázis
  - Késő bánáti-(Vinča)kultúra (késői neolitikum)
  - Vinča hatás
    - Tiszai kultúra (késő neolitikum)
    - Sopot–Bicske-kultúra (késő neolitikum)

## Rézkor
- Korai rézkor
  - Lengyeli kultúra III. fázis
  - Balaton-lasinja kultúra
  - Tiszapolgári kultúra
- Középső rézkor
  - Boleráz kultúra
  - Bodrogkeresztúri kultúra
- Késő rézkor [8]
  - Hunyadihalmi kultúra
  - Tűzdelt barázdás kerámia kultúrája
  - Baden-péceli kultúra

## Bronzkor
- Korai bronzkor
  - Vučedoli kultúra
    - Makói kultúra
    - Ljubljanai kultúra

  - Hatvani kultúra
  - Perjámosi kultúra
  - Ottományi kultúra
  - Zóki kultúra
  - Nagyrévi kultúra
  - Harangedényes kultúra
- Középső bronzkor
  - Litze-kerámia kultúrája (álzsinegdíszes)
  - Gáta–Wieselburg-kultúra

Elterjedése: A Dunántúlon, a Rábától nyugatra. Egy telepét Sárvár mellett tárták fel 2004-2005-ben.
- - Mészbetétes edények kultúrája

Elterjedése: A Dunántúlon, a Rábától keletre.
- - Kisapostagi kultúra
  - Vatya-kultúra
  - Gyulavarsándi kultúra
  - Késő Vattinai kultúra
  - Füzesabonyi kultúra
  - Koszideri kultúra
  - Szeremlei kultúra
  - Halomsíros kultúra
- Késő bronzkor
  - Pilinyi kultúra
  - Csorva kultúra
  - Gáva-kultúra
  - Kyjatice-kultúra
  - Urnamezős kultúrák
    - Váli kultúra
    - Balaton-csoport
    - Bakonyvidéki urnamezős kultúra
    - "Bronz-Hallstatt"

## Vaskor
- Kora vaskor
  - Hallstatti kultúra
- Késő vaskor
  - Preszkíta kultúra
  - La Tène-kultúra (kelta)